# المغنى خانة
المغنى خانة بالإنجليزية «Maghna Khan» فريق موسيقي مصري تأسس عام 2004 ومعنى الاسم "المغنى خانة: المغني + خانة (بمعني محل الغناء، اسم يعود بالذاكرة لجلسات الطرب في مصر القرن الماضي، ذو طابع شعبي معبر عن مفردات اغانينا، ولكنه يتميز بتفرد التركيب 

يقدم الفريق موسيقى مصرية.

## النشأة
تأسس الفريق بواسطة محمد فايد (لاعب ايقاع) ونورالدين جمال (شاعر) وناشد الأنصاري (ملحن)

## الأعضاء
محمد فايد - لاعب ايقاع 

محمد عرفة - طبلة 

أحمد عصام -لاعب ايقاع 

عبدالمنعم الخياط - جيتار 

محمود فيصل - ماندولين، هارمونيكا ويوكوليلي

محمود ماهر الخطيب - مطرب 

أمير رسمي - بيانو 

محمد رستم - باص جيتار 

مروان أنور - كمان وعود 

مروان فوزي - بيانو وأكورديون

## أعضاء سابقين
محمد إبراهيم - لاعب ايقاع

سيف الإسلام مصطفى - بيانو

محمود جميل - باص جيتار